# Corps expéditionnaire de la Méditerranée

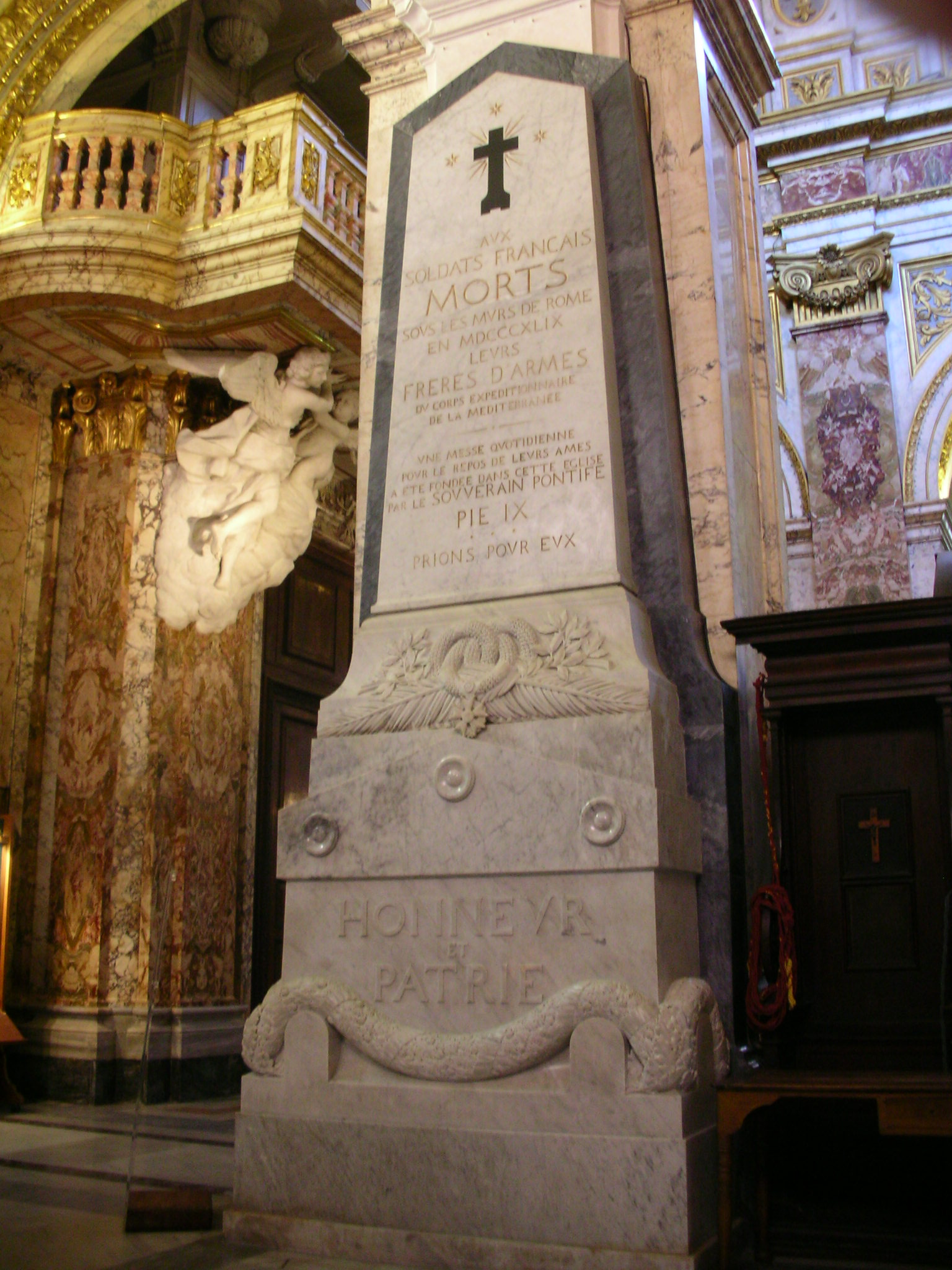
Mémorial des soldats français du corps expéditionnaire de la Méditerranée morts devant Rome en 1849 en l'Église Saint-Louis-des-Français de Rome.

Le Corps expéditionnaire de la Méditerranée est une des armées de la deuxième République française qui est envoyé combattre la République romaine en 1849.

## Composition
Au 3 juillet 1849
Au 3 juillet, jour de l'entrée dans Rome, le corps expéditionnaire de la Méditerranée compte 30 000 hommes et 4 000 chevaux.
- Général Oudinot, commandant en chef
- Colonel Le Barbier de Tinan, chef d'état-major
- Général Thiry, commandant l'artillerie
- Général Vaillant, commandant le génie

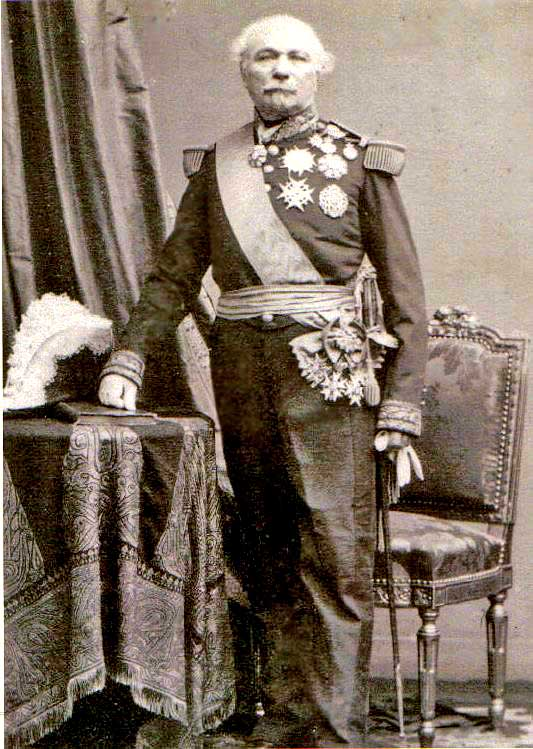
Le général Oudinot commandant en chef
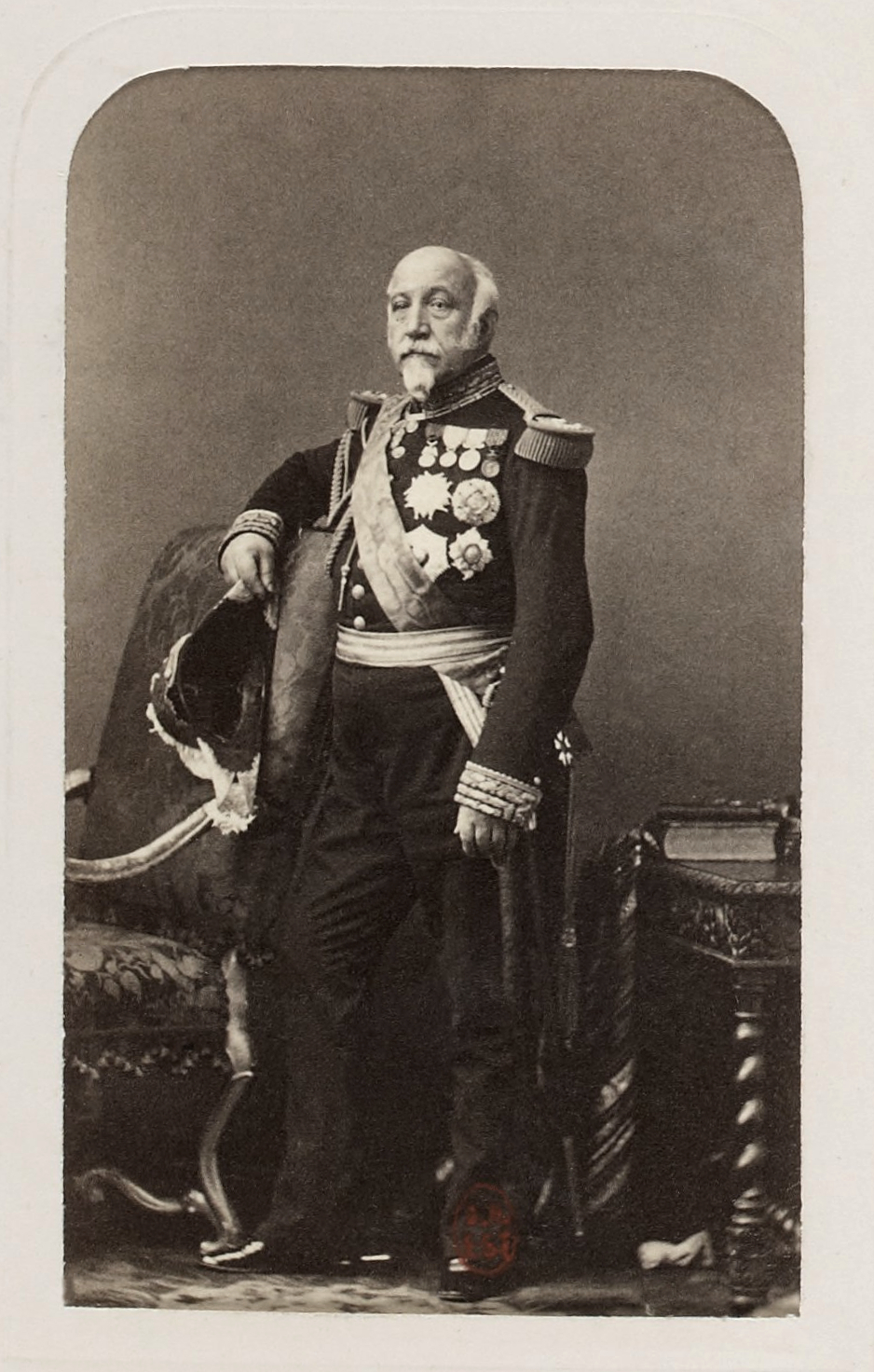
Général Regnaud de Saint-Jean d'Angély commandant de la 1re division
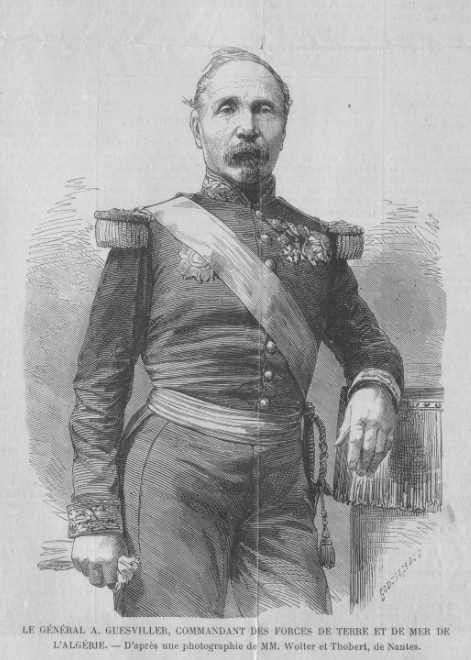
Général Guesviller commandant de la 2e division

### 1redivision

Représentation d'un cavalier du 1er régiment de chasseurs à cheval en reconnaissance pendant l'expédition.

- 1re division sous les ordres du général Regnaud de Saint-Jean d'Angély
  - 1re brigade sous les ordres du général Mollière
    - 1er bataillon de chasseurs à pied sous les ordres du commandant de Marolles
    - 17e régiment d'infanterie de ligne sous les ordres du colonel Nicolas Constantin Sonnet
    - 20e régiment d'infanterie de ligne sous les ordres du colonel Louis Yves Marulaz
    - 33e régiment d'infanterie de ligne sous les ordres du colonel Bouat

  - 2e brigade (cavalerie) sous les ordres du général Morris
    - 1er régiment de chasseurs à cheval sous les ordres du colonel de Noue
    - 11e régiment de dragons sous les ordres du colonel de Lachaise

  - Artillerie
    - 13e batterie du 3e régiment d'artillerie sous les ordres du capitaine Serrand

  - Génie
    - 5e compagnie du 2e bataillon du 1er régiment du génie sous les ordres du capitaine Jouslard

### 2edivision
- 2e division sous les ordres du général Rostolan
  - 1re brigade sous les ordres du général Charles Levaillant
    - 2e bataillon de chasseurs à pied sous les ordres du commandant Pursel
    - 32e régiment d'infanterie de ligne sous les ordres du colonel Bosc
    - 36e régiment d'infanterie de ligne sous les ordres du colonel Blanchard
    - 66e régiment d'infanterie de ligne sous les ordres du colonel Charles Chenaux

  - 2e brigade sous les ordres du Général Chadeysson
    - 22e régiment d'infanterie légère sous les ordres du lieutenant-colonel Espinasse
    - 53e régiment d'infanterie de ligne sous les ordres du colonel d'Autemare d'Erville
    - 68e régiment d'infanterie de ligne sous les ordres du colonel de Leyritz

  - Artillerie
    - 6e batterie du 7e régiment d'artillerie sous les ordres du capitaine Canu
    - 12e batterie du 3e régiment d'artillerie sous les ordres du capitaine Pinel

  - Génie
    - 3e compagnie du 1er bataillon du 2e régiment du génie sous les ordres du capitaine Puiggari

### 3edivision
- 3e division sous les ordres du général Guesviller
  - 1re brigade sous les ordres du général Jean Levaillant
    - 16e régiment d'infanterie légère sous les ordres du colonel Marchesan
    - 25e régiment d'infanterie légère sous les ordres du colonel Ripert
    - 50e régiment d'infanterie de ligne sous les ordres du colonel Leconte

  - 2e brigade sous les ordres du Général Sauvan
    - 13e régiment d'infanterie légère sous les ordres du colonel de Lamarre
    - 13e régiment d'infanterie de ligne sous les ordres du colonel de Comps

  - Artillerie
    - 12e batterie du 5e régiment d'artillerie sous les ordres du capitaine Rochebouet

  - Génie
    - 4e compagnie du 2e bataillon du 2e régiment du génie sous les ordres du capitaine Darceau

### Artillerie de siège
- Artillerie de siège
  - 16e batterie du 1er régiment d'artillerie
  - 16e batterie du 3e régiment d'artillerie
  - 16e batterie du 8e régiment d'artillerie
  - 15e batterie du 11e régiment d'artillerie
  - 16e batterie du 11e régiment d'artillerie

L'artillerie était composée de
- Obusiers de 22 cm
- Mortiers de 15 cm[1]
- Mortiers de 22 cm[1]
- Canons de 16 livres[2]
- Canons de 24 livres

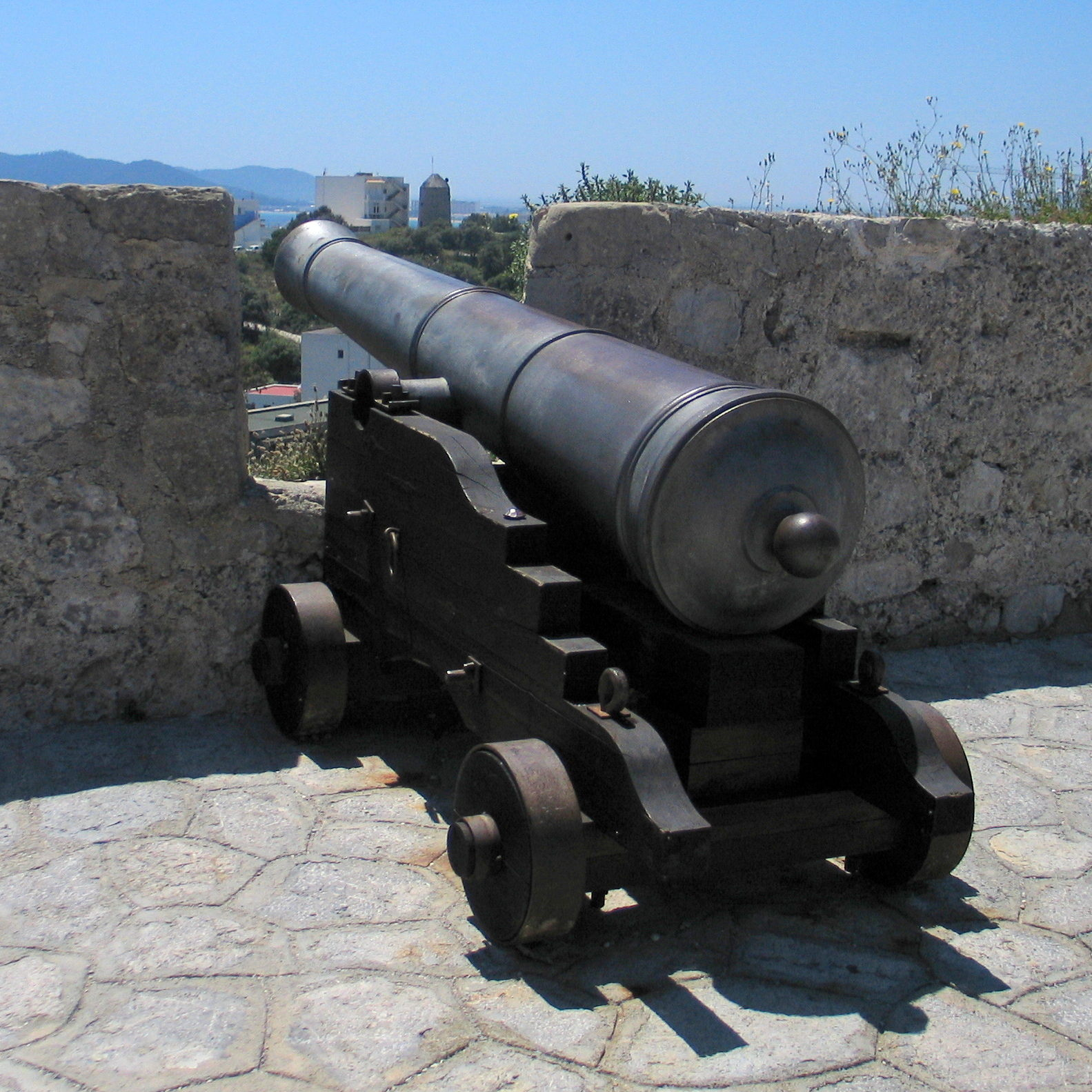
Canon de 24 livres et son affût
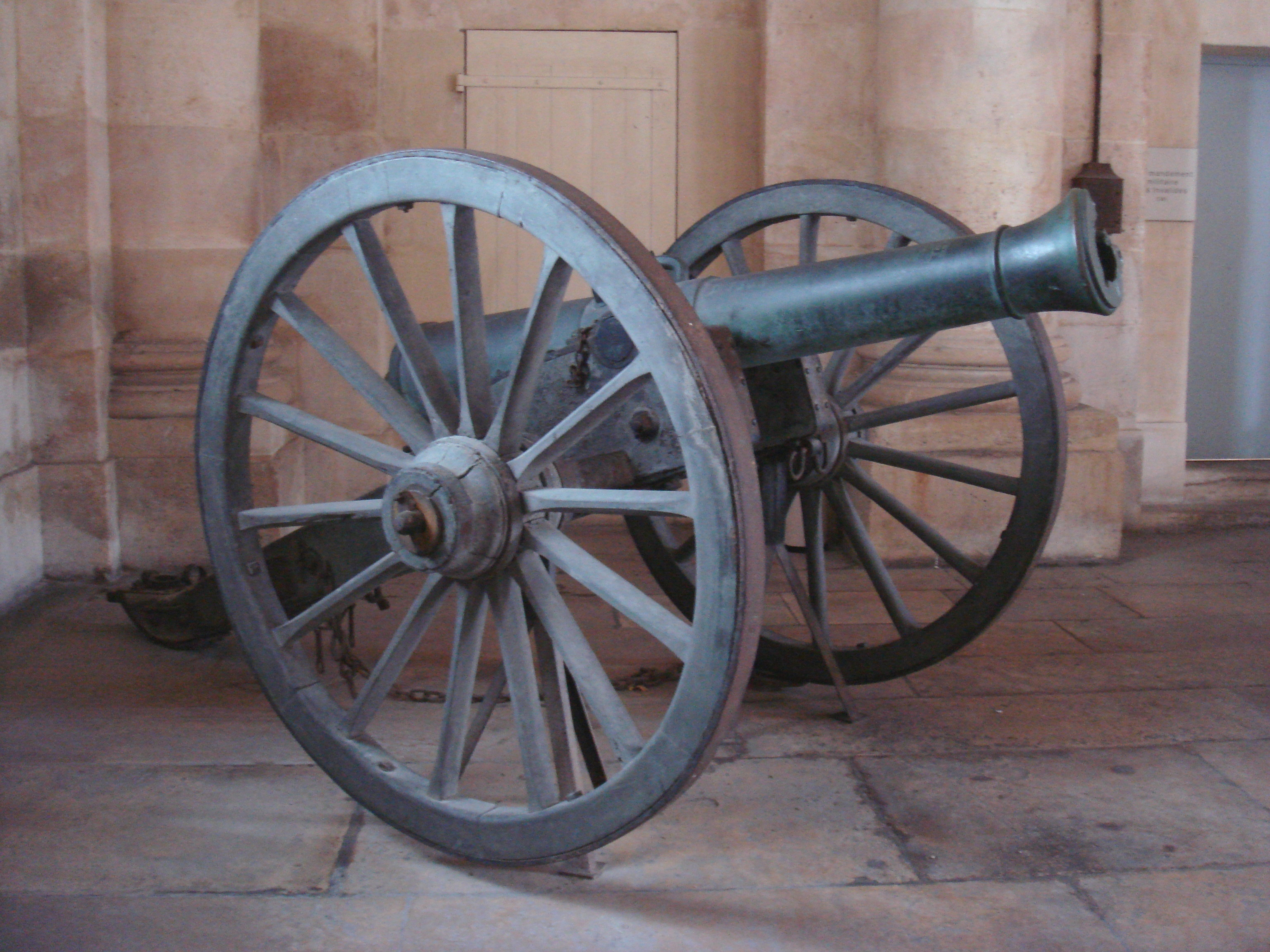
obusier de campagne de 12
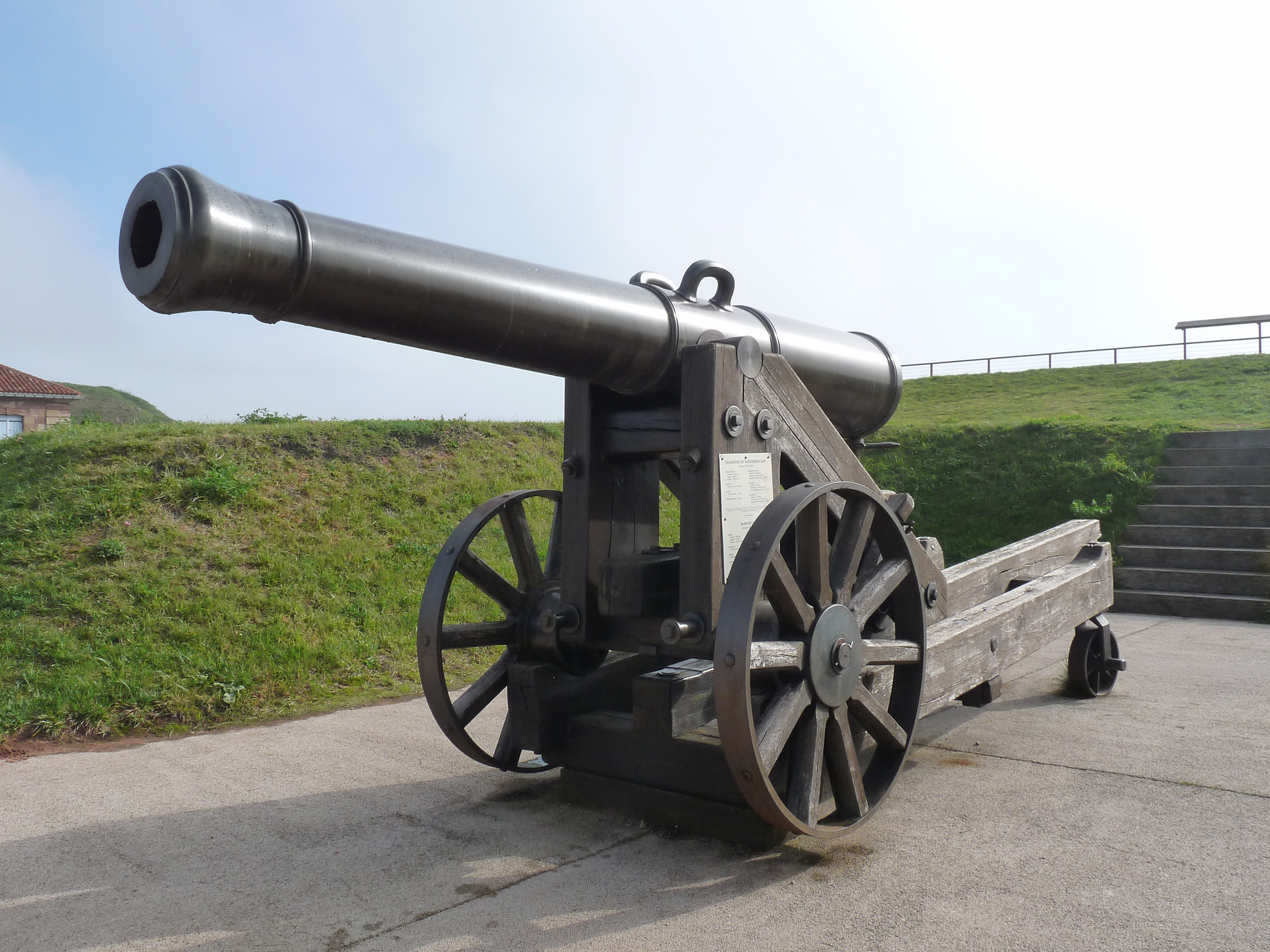
Canon de 24 livres

### Génie
- Génie
  - 4e compagnie du 1er régiment du génie
  - Mineurs du 1er régiment du génie
  - 3e compagnie du 2e régiment du génie
  - 7e compagnie du 2e régiment du génie
  - Sapeurs du 3e régiment du génie

### Autres
- Autres
  - Pontonniers de la 7e compagnie du 15e régiment d'artillerie
  - 5e compagnie d'ouvriers d'artillerie
  - 3e compagnie du 4e escadron du train des parcs